# کتابخانه کلاس بنیاد مایکروسافت

کتابخانه کلاس بنیاد مایکروسافت

کتابخانه کلاس بنیاد مایکروسافت (به انگلیسی: Microsoft Foundation Class Library) که به طور مخفف ام اف سی (به انگلیسی: MFC مخفف Microsoft Foundation Classes) نامیده می‌شود، کتابخانه‌ای است که واسط برنامه‌نویسی نرم‌افزار ویندوز (Windows API) را در کلاس‌های سی++ می‌گنجاند.

در این کتابخانه مجموعه‌ای از کلاس‌های مختلف تدارک دیده شده است به صورتی که اکثر نیازهای برنامه‌نویس بدون دسترسی مستقیم به اِی پی آی (API)های ویندوز رفع می‌شود.